# Річард Фелпс
Річард Фелпс  (англ. Richard Phelps; нар. 19 квітня 1961) — британський сучасний п'ятиборець, олімпійський медаліст.

## Виступи на Олімпіадах
| Олімпіада         | Дисципліна | Місце |
| ----------------- | ---------- | ----- |
| Лос-Анджелес 1984 | особисті   | 4     |
| Лос-Анджелес 1984 | командні   | 7     |
| Сеул 1988         | особисті   | 6     |
| Сеул 1988         | командні   | 3     |
| Барселона 1992    | особисті   | 13    |
| Барселона 1992    | командні   | 6     |
| Атланта 1996      | особисті   | 18    |